# Madárka, madárka
A Madárka, madárka kezdetű népdalt Kodály Zoltán gyűjtötte a Heves vármegyei Szuhán 1923-ban. Mátrai képek című művében dolgozta fel. A népdal utolsó (ötödik) sorának dallamát az első soréval helyettesítette. A dal így terjedt el.
Feldolgozás:
| Szerző          | Mire                       | Mű                                  | Előadás           |
| --------------- | -------------------------- | ----------------------------------- | ----------------- |
| Kodály Zoltán   | vegyeskar                  | Mátrai képek, 4. dal                | [ 2 ] [ 3 ] [ 4 ] |
| Gárdonyi Zoltán | ének, két furulya          | Madárka, madárka                    |                   |
| Petres Csaba    | két furulya                | Tarka madár, 26. kotta              |                   |
| Máriássy István | zongora vagy ének és gitár | Elindultam szép hazámból, 19. kotta |                   |

## Kotta és dallam
| Madárka, madárka, csácsogó madárka, vidd el a levelem, vidd el a levelem, szép magyar hazámba. | Ha kérdi, ki küldte, mondjad, hogy az küldte, kinek bánatában, szíve fájdalmában meghasad a szíve. |

## Felvételek
- Madárka, madárka. Énekli: Kövesdy-Nagy Zsuzsanna  YouTube (2011. január 14.)  (Hozzáférés: 2016. február 21.) (audió)
- Madárka, madárka. Énekli: Erika Miklósa  YouTube (2007. május 23.)  (Hozzáférés: 2016. február 21.) (videó)
- Madárka Madárka Csácsogó Madárka. soundcloud (Hozzáférés: 2016. február 21.) (audió) A második versszaktól saját szöveg.

Feldolgozás:
- Madárka, madárka. YouTube (2013. január 17.)  (Hozzáférés: 2016. február 21.) (videó) Török Zoltán Vad Magyarország című filmjének zenéje.
- Jakobey Márton:  Madárka, madárka. ChoralWiki (2013. március 21.)  (Hozzáférés: 2016. február 21.) (audió, szöveg)